# 音旅 聴ままにクラシック
『音旅 聴ままにクラシック』（おとたび きままに-）は、BS-TBSおよびTBSテレビにて、2010年4月から9月まで放送されていた音楽番組である（TBSではミニ番組）。フェイスグループの一社提供。

## 概要
「様々な景観・空間の中で若きアーティスト達が奏でる新しいクラシックの世界」をコンセプトに、毎回才能と容姿に恵まれた若手クラシック演奏家たちが日本各地の絶景を訪れ、その回ごとのテーマに沿った景観の中で親しみ易いクラシックの曲を新たなアレンジで演奏すると共に、各地の様々な音楽愛好家や風物との出会いを取り上げる。
モバイルサイトとの連動
「音旅 ~聴ままにクラシック」はモバイルサイトとの連動が一つの特色となっており、番組でのハイライトとなる演奏シーンや出演者による各種コメント動画、放送で使用されなかったオフショット動画や各地の風景の待受画像など、多くのモバイルコンテンツを番組公式サイトで配信している。

## 放送時間
※時間表記は日本時間とする。
- BS-TBS 毎週土曜日 19:30 - 20:00
- TBS（関東ローカル・ミニ枠） 毎週日曜日 12:54 - 12:59
TBSでは、BS-TBSでの放送内容の一部を抜粋したものが放送される。